# پرواز دست‌های من
پرواز دست‌های من فیلمی در ژانر درام به کارگردانی حسین نوری محصول سال ۱۳۹۸ است. این فیلم در جشنواره‌ها و رویدادهایی در ایران، هند، آلمان، ایتالیا، آمریکا و کانادا به نمایش درآمده و جوایزی دریافت کرده‌است.

## داستان
داستان فیلم دربارهٔ حسین است که در حال آماده کردن چند نقاشی برای نمایشگاهی در آمریکا است. اما قصد اصلی او تجدید دیدار با پسرش است که چند سالی است برای ادامه تحصیل به آمریکا رفته‌است.

## بازخوردها
پاتریشیا گروبن پس از نمایش فیلم در دانشگاه سایمون فریزر کانادا گفت:
بار دومی که فیلم پرواز دست‌های من را دیدم متوجه خیلی جزئیات شدم که در بار اول متوجه‌شان نشده بودم. کاری که این فیلم با روایت انجام می‌دهد شگفت‌انگیز است. من همچنین ساختار بصریِ تصویر در تصویر که در فیلم ارائه شده را بسیار دوست داشتم. مانند تصاویر موتورسواری که در تلویزیون می‌بینیم یا تصاویر گربه‌ها که در پنجره می‌بینیم و مانند دیدن خود نقاشی‌ها در قابِ فیلم. در نشستی که فیلم پرواز دست‌های من را در دانشگاه سایمون فریزر نمایش دادیم هم پیرامون دیالکتیک میان خشونت و زیباییِ معنوی که در فیلم وجود دارد صحبت شد. به عنوان نمونه خشونتی که در تابلوهای مربوط به شکنجه نوری وجود دارد و همچنین در تقلای او برای برخاستن از زمین. همچنین در خشونت مختصری که گربه مادر نسبت فرزندش نشان می‌دهد. از آن سو زیباییِ فرازمینیِ نقاشی‌ها و زیباییِ چهره حسین و نادیا را می‌بینیم که از این خشونت عبور می‌کند. پرواز دست‌های من به واقع فیلم فوق‌العاده‌ای بود و به زیبایی به تصویر کشیده شده بود.